# Alison Marjorie Ashby

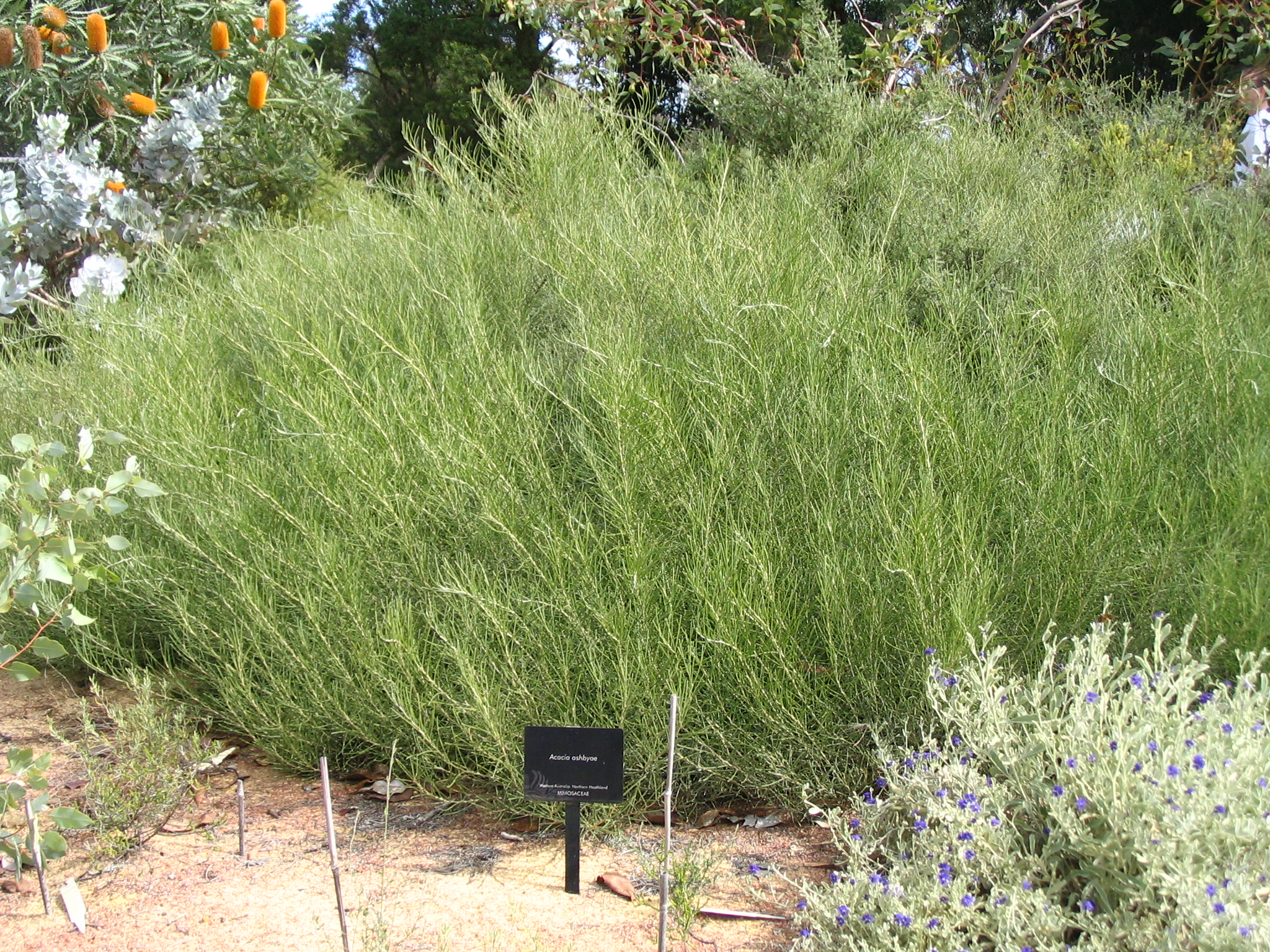
Acacia ashbyae

Alison Marjorie Ashby  (Adelaida, 7 de febrero de 1901 - Victor Harbor, 12 de agosto de 1987) fue una botánica, ilustradora, y recolectora botánica australiana.

## Biografía
Ashby era aborigen de Adelaida, Australia Meridional, hija, y la más joven de cuatro hijos, del promotor desarrollador y naturalista Edwin Ashby y de Esther. En 1902, la familia se mudó a una propiedad de campo en Blackwood, Australia Meridional, la "Wittunga" a los pies de Adelaide Hills, parte de la cual más tarde se convirtió en el Jardín Botánico Wittunga. Con handicap de timidez, tartamudez, e hipotiroidismo, fue mayormente educada en casa. Alentada por su padre, se interesó por las plantas nativas y comenzó a pintar flores silvestres.
A partir de 1944, después de que ambos padres habían muerto, Ashby comenzó a hacer viajes más largos a recolectar plantas como especímenes para varios herbarios y también propagar desde semillas e injertos.Fue un miembro activo de la rama australiana meridional de la Sociedad para el cultivo de plantas australianas (Australian Native Plants Society).
De 1963 a 1977, hizo viajes, en coche regulares cada año para recoger e ilustrar plantas, yendo a Australia Meridional en invierno y a los Alpes Australianos en verano. En 1972, se mudó a Victor Harbor donde fallecería en 1987.
En 1957, la parte de su herencia de la propiedad Wittunga heredada por Ashby fue donada al Fondo Nacional de Australia del Sur, y se convirtieron en las 32 ha de la Reserva Watiparinga. Y sus 1500 pinturas botánicas mayormente se donaron al Museo de Australia del Sur y hoy se resguardan en el Herbario Estatal.

## Premios y reconocimientos
- MBE (1960)
- Medalla Australiana de Historia Natural (1975)

## Eponimia
- (Fabaceae) Racosperma ashbyae (Maslin) Pedley</ref> Austrobaileya 6(3): 451 2003</ref>
- (Mimosaceae) Acacia ashbyae Maslin</ref> Nuytsia 1 (4) 1971 (APNI)</ref>